# Madinat al-Awda
Madinat al-Awda (àrab: مَدينَة العودة, Madīnat al-ʿAwda) és una vila palestina de la governació de Gaza situada als suburbis del nord-oest de Gaza, al llarg de la costa mediterrània, entre el campament d'al-Shati i al-Atatra. La seva població segos el cens de 1997 elaborat per l'Oficina Central d'Estadístiques de Palestina (PCB) va ser de 420 habitants, que augmentaren a 590 en 2006. És administrada pel comitè de desenvolupament local en el marc de l'Autoritat Nacional Palestina.